# Zaffiro Stuart
Lo Zaffiro Stuart è uno zaffiro storico parte dei gioielli della corona britannica.
Il suo proprietario originario era stato il re Alessandro II di Scozia. Lo zaffiro era collocato nella corona che venne utilizzata per la sua incoronazione nel 1214. Nel 1296 Edoardo I d'Inghilterra ottenne lo zaffiro e la Pietra di Scone nel corso delle sue guerre contro la Scozia. Edoardo III d'Inghilterra lo diede a suo cognato David II di Scozia che a sua volta donò lo zaffiro a sua sorella, Marjorie Bruce, questa sposò successivamente Walter Steward dal quale ebbe come figlio Roberto II, il primo monarca della casa degli Stuart a regnare sulla Scozia, dal quale la pietra prese il nome di zaffiro Stuart.
La pietra preziosa era così entrata nel novero dei gioielli della corona inglese e non fu coinvolta nemmeno nella vendita che ne voleva fare Oliver Cromwell. Dopo la restaurazione monarchica, lo zaffiro tornò a Carlo II d'Inghilterra ed esso viene poi ricordato come uno dei preziosi portati con sé da Giacomo II d'Inghilterra durante il suo esilio in Francia. Dopo la sua morte il gioiello passò a suo figlio, James Francis Edward Stuart, il Vecchio Pretendente che lo diede poi a suo figlio Enrico Benedetto Stuart, il famoso Cardinale di York. Alla morte di Enrico la pietra, con l'estinzione della casata, venne donata a Giorgio III d'Inghilterra ritornando così nel patrimonio della corona inglese.
Nel 1838 la regina Vittoria d'Inghilterra lo pose sul fronte della Corona imperiale di Stato, sotto il Rubino del Principe Nero. Giorgio VI fece costruire una nuova corona imperiale identica perlopiù alla precedente e così lo zaffiro Stuart venne posto nella nuova corona.